# Callimetopus affinis
Callimetopus affinis là một loài bọ cánh cứng trong họ Cerambycidae.